# اللعبة (مسلسل)
اللعبة مسلسل مصري، من بطولة شيكو وهشام ماجد ومن إخراج معتز التوني.

## قصة المسلسل
تدور الأحداث حول وسيم ومازو، وهما الزميلان منذ صغرهما اللذان يتنافسان ضد بعضهما البعض في شكل مباراة مستمرة بينهما، وحينما يتقدم الثنائي في العمر وينتهي التنافس بينهما، يظهر شخص غامض يدفعهما للعودة لمنافسة بعضهما البعض من جديد.

## طاقم العمل
- اكرم: (وسيم الصريطي)
- هشام ماجد: (مازو)
- أحمد فتحي: (سعدون)
- محمد ثروت: (جميل جمال)
- مي كساب: (شيماء)
- ميرنا جميل: (إسراء)
- سامي مغاوري: (بسيوني زوج شويكار)
- عارفة عبد الرسول: (شويكار ام اسراء وشيماء )
- ياسر أوتاكا: (غريب الحارس)
- دعاء رجب: (تهاني)
- منى جمال: (نبيلة)
- حسن وائل: (طفل)
- نور رضا: (طفل)
- كنزي رماح: (طفلة)

### ضيوف الشرف
- بيومي فؤاد (المدير)
- محمد سلام
- ياسر الطوبجي
- ويزو
- محمد توب
- رضا إدريس
- أوكاوأورتيجا
- عبد الله مشرف
- محمد حسني
- عمرو هبيلة
- أحمد فهمي

## عرض المسلسل
- عرض المسلسل ببداية عام 2020 على منصة شاهد الإلكترونية كعرض أول.
- عرض المسلسل في رمضان 2020 على قناة إم بي سي مصر.

## وصلات خارجية
- مسلسل اللعبة على موقع السينما